# Онега (порт)
Порт Онега — морской порт, расположенный на правом берегу реки Онега, при её впадении в Онежскую губу Белого моря.

## История
В порту Онега перевалку груза осуществляет АО «Онежский лесодеревообрабатывающий комбинат». Бункеровка транспортных судов производится через топливозаправщик порта до погрузки леса на палубу. Кроме грузовых операций, порт осуществляет перевозку морским и речным транспортом пассажиров, а также внутригородскую перевозку пассажиров на левый берег Онеги в посёлок Легашевская запань.
Онежский порт осуществляет навигацию с мая до начала ледостава в ноябре, в остальное время порт недоступен для судов.
Подходные каналы и фарватеры к причалам порта имеют протяженность 12 миль. Вход в реку Онега осуществляется по восточному Карельскому фарватеру. Глубина фарватера реки составляет до 5,2 м. Из-за небольшой ширины фарватера, время и порядок входа и выхода судов в порту регулируется дежурным ИГНП. Среднегодовое число дней со скоростью ветра более 15 м/с — 8, с туманом — 27.
Порт Онега связан с железнодорожной сетью страны.
В порту Онега имеется:
- 4 лесоэкспортных причала Онежского лесопильно-деревообрабатывающего комбината, принимающие суда с осадкой до 5 м, длиной до 125 м и шириной не более 18 м;
- 1 причал торгового порта, используемый для обработки каботажных судов с осадкой до 2,7 м;
- 2 наплавных причала, расположенных на городском погрузочном рейде, принимающие суда с осадкой 4,5 м, максимальной длиной до 115 м и шириной до 15 м.

На лесоэкспортных причалах производится погрузка пиломатериалов. Работы осуществляются, как правило, с помощью судовых средств. На Городском рейде производится погрузка круглого леса с воды 2 плавкранами до 5 тонн. На причале для каботажных судов перерабатываются генеральные грузы местного назначения. Для грузовых операций используется гусеничный кран до 21 тонны. В порту могут быть перегружены тяжеловесные грузы массой одного места не более 5 тонн.
Онежский морской торговый порт и таможня были открыты в Онеге 11 марта (24 марта по старому стилю) 1781 года указом императрицы Екатерины II. С 1762 по 1774 год Усть-Онегу посетило более 300 иностранных судов. Перегрузка товаров осуществлялась на Кий-острове. Проводка судов в Онегу осуществлялась по Двинскому и Карельскому фарватерам, расположенным по обе стороны от Кий-острова. Контора лесного торга англичанина Вильяма (Василия Васильевича) Гома размещалась на острове Кий, на мысу «Рожок», из-за того, что наносы реки постоянно изменяли мелководные фарватеры и подходы к городу.
В советские годы был построен морской подходный канал, причалы, радиостанция, портовые сооружения. Суда для погрузки пиломатериалов смогли подходить непосредственно к причалам лесозаводов № 32-33. В 1980 годы в Онегу ежегодно приходило более 300 судов, в навигацию 2010 года в Онежский морской торговый порт зашли 40 судов. За 11 месяцев 2013 года суда ОАО «Северное морское пароходство» (СМП) совершили 30 рейсов из Онеги в Европу с пиломатериалами Онежского ЛДК.

## Терминалы
Общее количество причалов — 7. Морской порт включает в себя два морских терминала: Беломорск (3 причала) и Соловки (2 причала).
Основные операторы морских терминалов:
- Онежский лесопильнодеревообрабатывающий комбинат — 3: причалы № 2, 3, 4 (лесной грузовой терминал). Период навигации с мая по январь. Осадка до 5,3
- Соловецкий государственный историко-архитектурный природный заповедник — 1 (грузопассажирский терминал). Период навигации с мая по ноябрь. Осадка до 3 м
- Соловки-Сервис — 1 (грузопассажирский терминал). Период навигации с мая по ноябрь. Осадка до 6 м
- Росморпорт — 2 (вспомогательный причал). Период навигации с мая по ноябрь. Осадка до 3 м

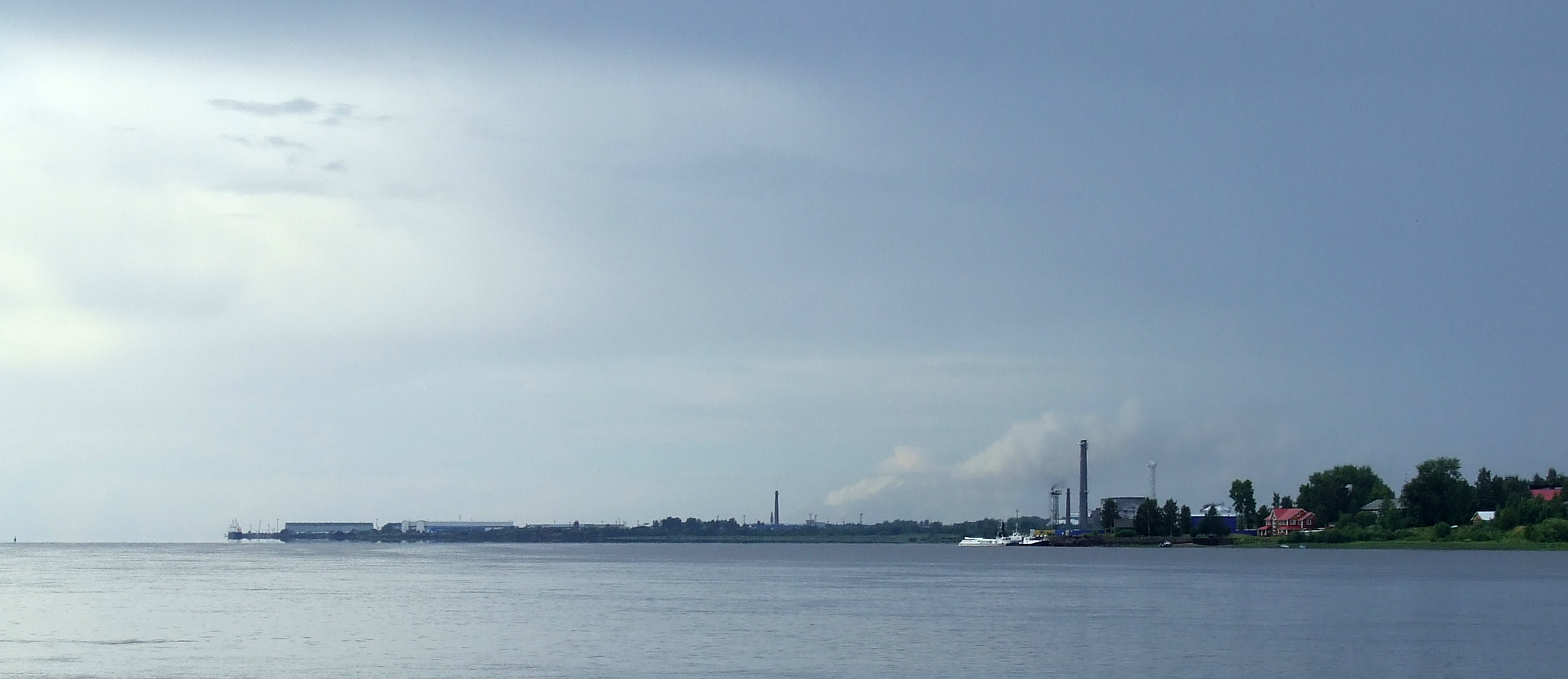
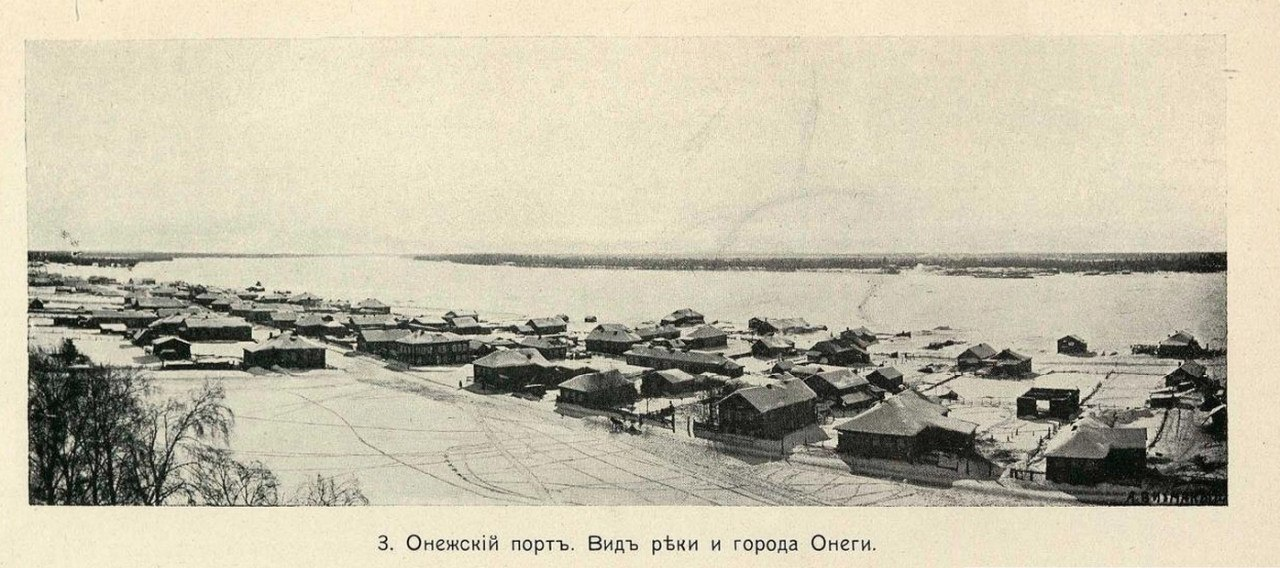

## ОМТП
Перевалку груза осуществляло крупное транспортное предприятие города Онега — ФГУП «Оне́жский морско́й торговый порт». ГП «Онежский морской торговый порт» производило агентское обслуживание судов. Не действует с 2004 г.